# 五島市消防本部

五島市旗

五島市消防本部（ごとうししょうぼうほんぶ）は、長崎県五島市の消防部局（消防本部）。管轄区域は五島市全域。

## 概要
- 消防本部：五島市吉久木町628-5[1]
- 管内面積：420.05km2
- 職員定数：110人
- 消防署1カ所、出張所6カ所
- 主力機械（2015年（平成27年）4月1日現在）
  - 消防ポンプ自動車：7
  - 水槽付消防ポンプ自動車：1
  - はしご付消防自動車：1
  - 救助工作車：1
  - 化学消防自動車：2
  - 高規格救急自動車：7
  - 指令車：1
  - 調査広報車：1
  - 防火広報車：1

## 組織
- 本部
  - 総務課 - 総務係（消防防災係は2015年（平成27年）4月の組織改編で廃止し、五島市総務課に移管された）
  - 消防課 - 警防係、予防係、危険物係
- 消防署 - 本署1隊、本署2署、6出張所

## 消防署
| 消防署                      | 所在地        | 出張所         | 所在地                                                                                              |
| --------------------------- | ------------- | -------------- | --------------------------------------------------------------------------------------------------- |
| 五島市消防本部 五島市消防署 | 吉久木町628-5 | 富江出張所     | 富江町富江165-1（北緯32度36分53.8秒 東経128度46分0.2秒 / 北緯32.614944度 東経128.766722度）         |
| 五島市消防本部 五島市消防署 | 吉久木町628-5 | 玉之浦出張所   | 玉之浦町玉之浦741-1（北緯32度38分1.2秒 東経128度37分7.8秒 / 北緯32.633667度 東経128.618833度）      |
| 五島市消防本部 五島市消防署 | 吉久木町628-5 | 三井楽出張所   | 三井楽町濱ノ畔1049-1（北緯32度44分48.3秒 東経128度41分26.21秒 / 北緯32.746750度 東経128.6906139度） |
| 五島市消防本部 五島市消防署 | 吉久木町628-5 | 岐宿出張所     | 岐宿町中嶽1219-4（北緯32度41分2.7秒 東経128度44分6.4秒 / 北緯32.684083度 東経128.735111度）         |
| 五島市消防本部 五島市消防署 | 吉久木町628-5 | 奈留出張所     | 奈留町浦1839-12（北緯32度49分44.5秒 東経128度56分3.8秒 / 北緯32.829028度 東経128.934389度）         |
| 五島市消防本部 五島市消防署 | 吉久木町628-5 | 福江空港出張所 | 上大津町2158（北緯32度40分13.3秒 東経128度50分14.2秒 / 北緯32.670361度 東経128.837278度）           |

## 沿革
- 1970年（昭和45年）1月 - 長崎県下五島地域広域市町村圏協議会（福江市、富江町、玉之浦町、三井楽町、岐宿町、奈留町）が設立し、広域市町村圏計画を策定。
- 1971年（昭和46年）4月 - 下五島地域広域市町村圏組合を設立。
- 1973年（昭和48年）
  - 3月 - 岐宿町に出張所、富江町、玉之浦町、三井楽町、奈留町に分駐所が完成。
  - 4月 - 富江、三井楽分駐所の業務を開始。
  - 7月 - 岐宿出張所の業務を開始。
  - 11月 - 玉之浦、奈留分駐所の業務を開始。
- 1982年（昭和57年）4月 - 富江、玉之浦、三井楽、奈留分駐所を出張所に改称。
- 1985年（昭和60年）4月 - 福江消防署空港警備所を開設、業務を開始。
- 1992年（平成4年）4月 - 空港警備所を空港出張所に改称。
- 2004年（平成16年）
  - 7月31日 - 下五島地域広域市町村圏組合を構成していた1市5町の合併に伴い解散。
  - 8月1日 - 五島市誕生に伴い、「五島市消防本部」、「五島市消防署」ならびに五島市消防団を設置。
- 2013年（平成25年）- 五島市全消防署・消防分駐所の救急車が高規格化される。
- 2014年（平成26年）4月 - 現在地に五島市消防本部と五島警察署が完成し、移転を完了[2]。
- 2015年（平成27年）4月 - 総務課消防防災係を廃止し、防災事務を五島市総務課へ移管。消防団事務は消防課警防係が所管。